# Herman Salling
Herman Christian Salling, född 20 november 1919, död 8 maj 2006, var en dansk affärsman och direktör.
Han grundade den danska butikskedjan føtex 1960 och kom att grunda Dansk Supermarked A/S 1964 tillsammans med A.P. Møller.

## Utmärkelser
- Riddare av Dannebrogorden,  24 januari 1994[4][5]

[Redigera Wikidata]